# Šćepanje
Šćepanje falu Horvátországban Varasd megyében. Közigazgatásilag Breznički Humhoz tartozik.

## Fekvése
Varasdtól 22 km-re délre, községközpontjától 2 km-re északnyugatra fekszik.

## Története
A települést a 18. század végén említik először "Schepanye" alakban. 1857-ben 440, 1910-ben 879 lakosa volt. 1920-ig Varasd vármegye Novi Marofi járásához tartozott. 2001-ben 148 háztartása és 405 lakosa volt.

## Nevezetességei
Szent Ilona-kápolna, építési ideje nem ismert.

## Külső hivatkozások
Breznički Hum község hivatalos oldala